# Torbda geniculata
Torbda geniculata là một loài tò vò trong họ Ichneumonidae.